# Coeur d'Alene
Coeur d'Alene is een plaats (city) in het noorden van de Amerikaanse staat Idaho en valt onder Kootenai County. Het is de grootste stad in de Idaho Panhandle.

## Demografie
Bij de volkstelling in 2000 werd het aantal inwoners vastgesteld op 34.514.
In 2006 is het aantal inwoners door het United States Census Bureau geschat op 41.328, een stijging van 6814 (19,7%).

## Geografie
Coeur d'Alene ligt ca. 48 kilometer ten oosten van Spokane aan het Coeur d'Alene-meer.
Volgens het United States Census Bureau beslaat de plaats een oppervlakte van 35,2 km², waarvan 34,0 km² land en 1,2 km² water.

## Plaatsen in de nabije omgeving
De onderstaande figuur toont nabijgelegen plaatsen in een straal van 12 km rond Coeur d'Alene.

## Geboren
- Sage Kotsenburg (1993), snowboarder